# 1895 v hudbě
Tento článek obsahuje události související s hudbou, které proběhly v roce 1895.

## Opery
- Bouře (Zdeněk Fibich)
- Dubrovskij (Eduard Nápravník)
- Máti Míla (Karel Bendl)

## Balety
- Česká svatba (Karel Bendl)

## Skladby
- Violoncellový koncert (Antonín Dvořák)
- 5. listopadu – V Kolíně nad Rýnem se konala premiéra symfonické básně Richarda Strausse Eulenšpíglova šibalství, dirigoval autor

## Narození
- 7. února – Irving Aaronson – americký jazzový klavírista († 10. března 1963)
- 10. března – František Michálek, český varhaník a hudební skladatel († 18. listopadu 1951)
- 1. dubna – Alberta Hunter, americká bluesová zpěvačka († 17. října 1984)
- 23. dubna – Jimmie Noone, americký jazzový klarinetista († 19. dubna 1944)
- 27. květen – Ferdinand Vodička, klavírista, dirigent, sbormistr, hudební skladatel († 18. května 1953)
- 12. srpna
  - Miloš Smatek, český hudební skladatel († 2. září 1974)
  - Tubby Hall, americký jazzový bubeník († 13. května 1945)
- 27. října – Antonín Balatka, český dirigent a skladatel († 25. června 1958)
- 4. listopadu – Antonín Borovička, český kapelník a hudební skladatel († 3. prosince 1968)
- 16. listopadu – Paul Hindemith, německý hudební skladatel († 28. prosince 1963)
- 13. prosince – Sonny Greer, americký jazzový bubeník († 23. března 1982)

## Úmrtí
- 24. ledna – Josef Drahorád, český hudební skladatel (* 5. listopadu 1816)
- 21. května – Franz von Suppé, rakouský hudební skladatel (* 18. dubna 1819)